# Серра, Флоран
Флоран Люсьен Серра (фр. Florent Lucien Serra; родился 28 февраля 1981 года в Бордо, Франция) — французский профессиональный теннисист; победитель двух турниров ATP в одиночном разряде.

## Общая информация
Родителей Флорана зовут Жан-Люк и Мартин.
7 июля 2012 года француз оформил отношения со своей нынешней супругой Северен де Кордова; 30 января 2014 года у них родился первенец — сын Рафаэль.
Серра в теннисе с семи лет. Любимое покрытие — грунт, лучший удар — форхенд.

## Спортивная карьера
В профессиональном теннисе Серра с 2000 года. В 2001 году он выиграл первый турнир из серии «фьючерс». В 2002 году он пробился через квалификацию на первый для себя турнир ATP-тура — в Аделаиде. В 2004 году Флоран дебютирует на турнире Большого шлема, пройдя через квалификацию на Открытый чемпионат Франции. В апреле 2005 года в Мексике Серра выиграл первый турнир из серии «челленджер». В июне француз впервые поднялся в первую сотню одиночного рейтинга. В сентябре 2005 года выигрывает первый титул ATP — на турнире в Бухаресте. В финале он переиграл россиянина Игоря Андреева со счетом 6-3, 6-4. В январе 2006 года Флоран Серра завоевывает второй титул. На этот раз в финале турнира в Аделаиде он обыграл бельгийца Ксавье Малисса — 6-3, 6-4. В июне 2006 года после выхода в полуфинал в Хертогенбосе Серра достигает самой высокой позиции в рейтинге за карьеру — 36-го места. В сентябре того же года он вышел в полуфинал турнира в Бухаресте.
Следующий раз до полуфинала турнира в Мировом туре Серра добрался в апреле 2008 года в Эшториле. На Открытом чемпионате Франции в том сезоне он показал лучший результат, пройдя в стадию третьего раунда. В апреле 2009 года Флоран сыграл в финале турнира в Касабланке, где проиграл Хуану Карлосу Ферреро — 4-6, 5-7. Во второй раз дойти до третьего раунда Большого шлема французу удалось в январе 2010 года на Открытом чемпионате Австралии. В апреле того же года на грунтовом турнире в Касабланке он вышел в полуфинал. С 2011 года Серра в основном выступает на «челленджер», периодически проходя квалификационный отбор на соревнования Мирового тура и Большого шлема. В 2015 году в возрасте 34-х лет он завершает спортивную карьеру.

## Рейтинг на конец года
| Год  | Одиночный рейтинг | Парный рейтинг |
| 2015 | 944               | 1 175          |
| 2014 | 346               | 992            |
| 2013 | 218               | 242            |
| 2012 | 118               | 771            |
| 2011 | 171               | 1 047          |
| 2010 | 69                | 742            |
| 2009 | 65                |                |
| 2008 | 59                | 425            |
| 2007 | 92                | 130            |
| 2006 | 60                | 178            |
| 2005 | 49                | 653            |
| 2004 | 213               | 757            |
| 2003 | 218               | 1 510          |
| 2002 | 202               | 919            |
| 2001 | 325               | 1 536          |
| 2000 | 515               | 764            |
| 1999 | 847               | 1 012          |

По данным официального сайта ATP на последнюю неделю года.

## Выступления на турнирах

### Финалы турниров ATP в одиночном разряде (3)

#### Победа (2)
| Легенда                              |
| ------------------------------------ |
| Турниры Большого шлема (0)           |
| Кубок Мастерс / Финал АТР-тура (0)   |
| ATP Мастерс 1000 (0)                 |
| ATP International Gold / АТР 500 (0) |
| ATP International / АТР 250 (2)      |

| Титулы по покрытиям | Титулы по месту проведения матчей турнира |
| ------------------- | ----------------------------------------- |
| Хард (1)            | Зал (0)                                   |
| Грунт (1)           | Зал (0)                                   |
| Трава (0)           | Открытый воздух (2)                       |
| Ковёр (0)           | Открытый воздух (2)                       |

| №  | Дата             | Турнир              | Покрытие | Соперник в финале | Счет    |
| 1. | 18 сентября 2005 | Бухарест, Румыния   | Грунт    | Игорь Андреев     | 6-3 6-4 |
| 2. | 8 января 2006    | Аделаида, Австралия | Хард     | Ксавье Малисс     | 6-3 6-4 |

#### Поражения (1)
| №  | Дата           | Турнир              | Покрытие | Соперник в финале   | Счет    |
| 1. | 12 апреля 2009 | Касабланка, Марокко | Грунт    | Хуан Карлос Ферреро | 4-6 5-7 |

### Финалы турнировATPв парном разряде (1)

#### Поражения (1)
| №  | Дата        | Турнир           | Покрытие | Партнёр     | Соперники в финале            | Счёт    |
| 1. | 9 июля 2007 | Гштад, Швейцария | Грунт    | Марк Жикель | Павел Визнер Франтишек Чермак | 1-6 5-7 |